# Eric Verbeeck
Eric Verbeeck (1944) is een Belgisch bouwondernemer en vastgoedpromotor.

## Levensloop

### Vastgoed
Eric Verbeeck stamt uit een Antwerps bouw- en vastgoedgeslacht. Zijn grootvader bouwde onder meer Maison Guiette van Le Corbusier. Hij was samen met Benoît de Landsheer mede-gedelegeerd bestuurder van het Antwerpse bouwbedrijf Interbuild. Bekende realisaties waren het Wijnegem Shopping Center, het VTM-gebouw in Vilvoorde, het Nike European Logistics Center in Laakdal en de Bourlaschouwburg in Antwerpen. In 1998 nam de Nederlandse Koninklijke BAM Groep Interbuild over. Verbeeck en De Landsheer gaven de dagelijkse leiding van Interbuild in 2007 uit handen, maar bleven wel bestuurder. Interbuild realiseerde ook de bouw van het NAVO-hoofdkwartier in Brussel, verschillende gevangenissen en het Vlinderpaleis en het Museum aan de Stroom in Antwerpen.
In 2016 werd Verbeeck aandeelhouder en voorzitter van de Gands Group, de vastgoedvennootschap van zijn zoon Stéphane Verbeeck. In 2020 verkocht de familie Verbeeck de residentiële projectontwikkelaar Gands aan de groep Triple Living van de families Paeleman en Cavens.

### Overige activiteiten
Verbeeck was de zakelijke mentor van mediamagnaat Christian Van Thillo en jarenlang tot 2020 onafhankelijk bestuurder van diens mediabedrijf De Persgroep (later DPG Media).
Hij was van 2001 tot 2021 bestuurder van de Antwerpse rederij Compagnie maritime belge (CMB). Ook was hij bestuurder van QRS, de holding van de kinderen van Paul Janssen.
Verbeeck is sinds 2019 extern bestuurder van de Gentse vastgoeddienstverlener en -ontwikkelaar Bopro.
Hij bouwde in 2021 in het Portugese Gouveia het afkickhotel New Life Foundation. In het kapitaal stapten onder meer Christian Van Thillo en Jacques Emsens, de zoon van Sibelco-topman Stanislas Emsens.
Verbeeck staat bekend als lobbyist met een uitgebreid politiek en zakelijk netwerk. Zijn zoon Stéphane richtte het schoonmaakbedrijf Antwerp Cleaning Services (ACS, later One) op, was CEO van Gands en van 2013 tot 2017 voorzitter van Voka-Kamer van Koophandel Antwerpen-Waasland en is sinds 2020 voorzitter van de Beroepsvereniging van de Vastgoedsector. Hij richtte ook Young Urban Style (Yust) en de investeringsmaatschappij Stelina Invest op en is onafhankelijk bestuurder van het Havenbedrijf Antwerpen. Eric Verbeeck is of was bestuurder in de verschillende ondernemingen van zijn zoon.
Verbeeck woont in Malta.